# 1832 dans le catholicisme
Chronologie du catholicisme
- 1828
- 1829
- 1830
- 1831
- 1832
- 1833
- 1834
- 1835
- 1836

Cet article présente les faits marquants de l'année 1832 dans le catholicisme.

## Évènements
Cette année sont frappés les premiers exemplaires de la Médaille miraculeuse.
- 1er février : Claude Rey nommé évêque de Dijon.
- 2 juillet : Création de 9 cardinaux par Grégoire XVI.

## Décès
- 29 janvier : Bonaventura Gazzola, cardinal italien, évêque de Corneto et Montefiascone (° 21 avril 1744)
- 4 février : Raffaele Mazio, cardinal italien de la Curie (° 24 octobre 1765)
- 5 février : Cesare Guerrieri Gonzaga, cardinal italien de la Curie (° 2 mars 1749)
- 6 octobre : Benedetto Naro, cardinal italien de la Curie (° 16 juillet 1744)
- 17 décembre : Luigi Ruffo-Scilla, cardinal italien, archevêque de Naples (° 25 août 1750)